# يوجينيو كالديرون
يوجينيو كالديرون (بالإسبانية: Eugenio Calderón)‏ (21 مايو 1963 - ) هو لاعب كرة قدم مكسيكي في مركز الوسط. لعب مع تايجرز أونال ونادي باتشوكا.